# Costa Serina
Costa Serina là một đô thị ở tỉnh Bergamo, vùng Lombardia, Italia. Đô thị này có diện tích km2, dân số là người.